# ミョウバン

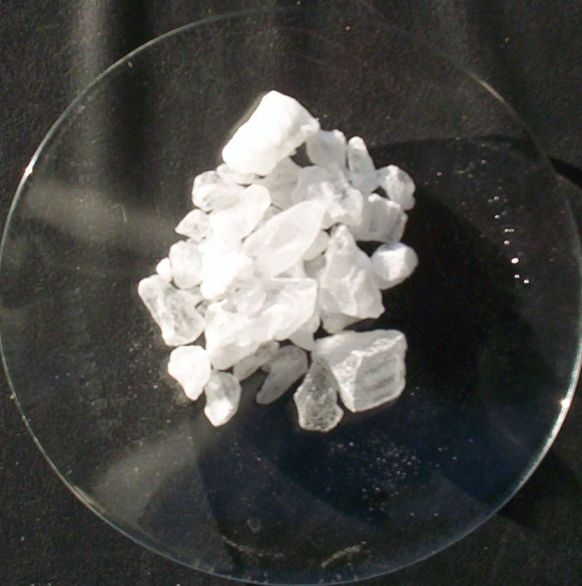
アルミニウムミョウバン
AlK(SO_{4})_{2}・12H_{2}O

ミョウバン（明礬、英: alum）とは、1価の陽イオンの硫酸塩 {\displaystyle {\ce {M^{I}_2(SO4)}}} と3価の金属イオンの硫酸塩 {\displaystyle {\ce {M^{III}_2(SO4)3}}} の複塩の総称である。
{\displaystyle {\ce {M^{I}M^{III}(SO4)2\cdot 12H2O}}} または {\displaystyle {\ce {M_{2}^{I}M_{2}^{III}(SO4)4\cdot 24H2O,M_{2}^{I}(SO4)\cdot M_{2}^{III}(SO4)3\cdot 24H2O}}} などで表され、陽イオン1モルあたり12モルの結晶水を含む。
{\displaystyle {\ce {[M^{I}(H2O)6]^+, [M^{III}(H2O)6]^{3+}}}} 及び2個の {\displaystyle {\ce {SO4^{2-}}}}から構成され、結晶構造は 等軸晶系に属する。
溶解度は温度によって大きく変わる。水に高温でより多く溶ける。水溶液は弱酸性である。
単にミョウバンといった場合、硫酸カリウムアルミニウム十二水和物 {\displaystyle {\ce {AlK(SO4)2\cdot 12H2O}}} を示すことが多いが、このほかにも鉄ミョウバン、アンモニウム鉄ミョウバンなどがあり、混同を避けるためにしばしばカリミョウバンまたはカリウムミョウバンと呼ばれる。特に、カリミョウバンの無水物を焼きミョウバンといい、食品添加物として乾物屋などで販売している。

## 用途

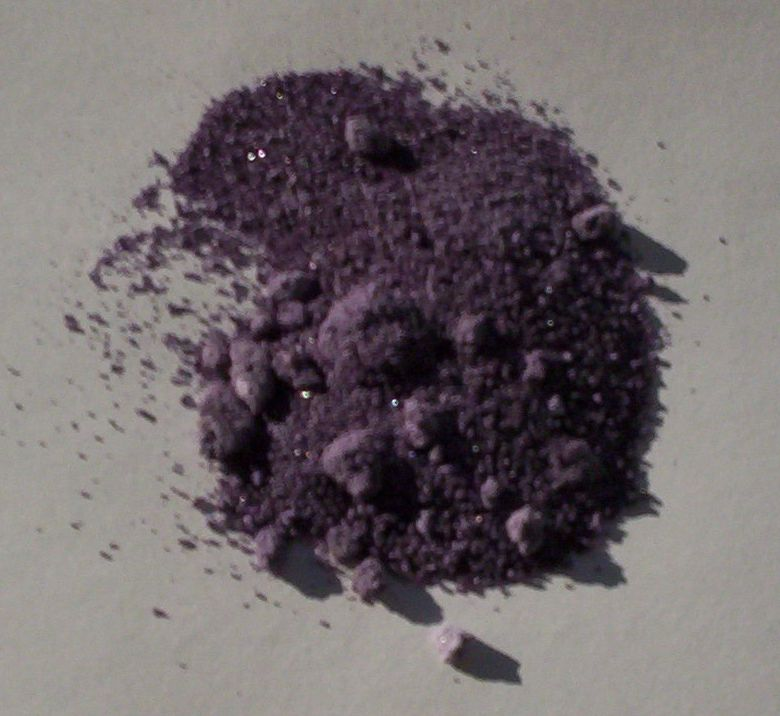
クロムミョウバン
CrK(SO_{4})_{2}・12H_{2}O

媒染剤や防水剤、消火剤、皮なめし剤、沈殿剤などの用途があり、古代ローマ時代から使われてきた。上質の井戸がない場合、質の悪い水にミョウバンを入れて不純物を沈殿させて飲用に使うこともあった。また、腋の制汗・防臭剤としても使用されていた。天然のミョウバンは白礬（はくばん）とも呼ばれ、その収斂作用、殺菌作用から、洗眼、含嗽に用いられることがあった。
食物への用途としては、根菜や芋類・栗のアク抜きの他、甘露煮などを作る際に、細胞壁と結合して不溶化することで煮崩れを防ぎ、またナスの漬物では色素であるアントシアニンの色を安定化して、紫色を保つ働きがある。ウニ（雲丹）の加工時の型崩れ防止・保存のための添加物としても使用される。多量に用いるとミョウバン独特の苦みを呈する。
温度の変化により溶解度が大きく変わる性質があり、溶解度曲線や単結晶生成の化学実験によく使用される。 
写真現像の定着処理液で硬膜処理剤としてミョウバンが用いられる。とくにフィルム感光面の長寿命化が要求される場合にクロムミョウバンを用いて定着処理の後に超硬膜処理をする場合がある。
日本画では和紙への絵具渗みを防ぐために、ミョウバンと膠の混合液である「礬水（どうさ）」を和紙に塗る。
園芸においてはアジサイの発色に用いられる。アントシアニンの色を安定化して鮮やかな青色を発色させる働きがある。
アルム石という名称で、固形物や軟膏に配合され、収斂作用、殺菌作用から制汗・デオドラント（防臭）製品に使用される。（例：デオナチュレブランドの各製品など）

## 学校での使用
学校では、主に理科の学習で使用される。
小学校第五学年の実験で、水溶液を作る際に「食塩」を溶かした「食塩水」と一緒に使われることが多い。
なお、ここでの「理科実験」は、2021年の新興出版社啓林館の教科書を参考とする。

## 種類
- カリミョウバン、カリウムミョウバン - 硫酸カリウムアルミニウム十二水和物（化学式: AlK(SO4)2·12H2O）[2]
- 焼きミョウバン、焼ミョウバン - 無水硫酸アルミニウムカリウム（化学式: KAl(SO4)2）[3]
- ソーダミョウバン、ナトリウムミョウバン - 硫酸アルミニウムナトリウム（英語版）十二水和物（化学式: NaAl(SO4)2·12H2O）[4]
- アンモニウムミョウバン
  - 広義には、アンモニウムイオンの硫酸塩と3価の金属イオンの硫酸塩の複塩の総称[5]
  - 狭義には、硫酸アンモニウムアルミニウム（英語版）十二水和物（化学式: (NH4)Al(SO4)2·12H2O）[5]
- 鉄ミョウバン
  - 広義には、鉄を含むミョウバンの総称 - （一般式: MFe(SO4)2·12H2O、M=K, Rb, Cs, NH4, etc.）[6]
  - 狭義には、カリウム鉄ミョウバン - 硫酸カリウム鉄（Ⅲ）（化学式: KFe(SO4)2）[6]
- アンモニウム鉄ミョウバン - 硫酸鉄(III)アンモニウム（化学式: NH4Fe(SO4)2·12 H2OまたはNH4[Fe(H2O)6](SO4)2·6 H2O）[7]
- クロムミョウバン
  - 広義には、クロムを含むミョウバンの総称 - （一般式: MCr(SO4)2·12H2O、M=K, Na, Rb, Cs, Tl, NH4, etc.）[8]
  - 狭義には、硫酸クロムカリウム十二水和物（英語版）（化学式: CrK(SO4)2·12H2O）[8]
- 苦土ミョウバン、苦土毛礬（英語版）-（化学式: MgSO4·Al2(SO4)3·22(H2O)[9]
- カリウムアルミニウムミョウバン

## 日本のミョウバン
1664年、肥後国出身の浪人、渡辺五郎右衛門が豊後国鶴見村（現在の大分県別府市鶴見）の照湯の湯の花からミョウバンの製造に成功。当時のミョウバンづくりは大掛かりなもので、渡辺のミョウバンづくりは採算に合わず撤退したが、後を追うようにミョウバンづくりに挑んだ脇屋儀助が商業ベースに乗せることに成功。日本に出回っていた清産のミョウバンを江戸幕府との交渉を通じて駆逐し、森藩の特産品とした。もっとも国際競争力はなく、日本産のミョウバンは明治維新以降、急速に姿を消した。